# ミハイル・イサコフスキー
ミハイル・ワシリエヴィチ・イサコフスキー（ロシア語: Михаил Васильевич Исаковский、ラテン文字転写例: Michail Vasil'evich Isakovsky、1900年1月19日（ユリウス暦:1月7日） - 1973年7月20日）は、ソビエト連邦（現:ロシア）スモレンスク州グロトフカ出身の詩人、作詞家。
ロシア民謡の「カチューシャ（Катюша）」や「ともしび（Огонёк）」を作詞したことで名高い。
1943年と1949年の2度にわたってソビエト連邦国家賞（スターリン賞）を受賞。その他の賞は受賞の項目を参照。

## 生涯
1900年1月19日（ユリウス暦では1月7日）、ロシア帝国スモレンスク県のグロトフカに貧しい農家の元に生まれる。
小学校を中退したが、地元の司祭によって読み書きを教わった。
1917年に十月革命が起きると、文学と社会活動に関心を持つようになる。翌1918年にはソビエト連邦共産党のメンバーとなった。
1921年から1931年にかけて地元の地方新聞紙『労働者の道』の編集に携わる。なお編集者には同国出身の詩人、作家であるen:Aleksandr Tvardovskyが居た。
1924年に初めて詩『牧童』を著す。
1927年には処女詩集『藁の中の電線（Провода в соломе）』を著し、同国出身の作家であるマキシム・ゴーリキーに「イサコフスキーは単なる田舎者ではなく、都市と農村、この2つの力を知っている新しい人間だ。この2つの力はそれぞれ単独では存在できないものだ。」と才能を認められた。『藁の中の電線』は働く民衆を書き、祖国愛に満ちた作品で、この頃より歌謡性が見られた。
1931年、モスクワに移って雑誌『コルホーズ農民』の主筆となる。その後も『田舎』や『大地の名匠』などの詩集を著した。
大祖国戦争中に歌謡曲「カチューシャ」や「ともしび」を作詞した。
戦後の1945年には祖国愛や友愛を唄った詩『同志スターリンへの言葉』を著し、1948年には『祖国の歌』を著した。
1949年、作品集『詩と歌』を著す。
1973年7月20日、モスクワで亡くなる。

## 受賞
- 赤旗勲章（1939年、1945年）
- ソビエト連邦国家賞（スターリン賞）（1943年、1949年） - 1943年の受賞時は「カチューシャ」や「ともしび」の作品が評価され受賞し、1949年には作品集『詩と歌』が評価されて受賞した。
- レーニン勲章（1950年、1960年、1970年）
- 社会主義労働英雄（1970年）